# Кирхинский
Кирхинский — хутор в Новониколаевском районе Волгоградской области. Входит в состав Серпо-Молотского сельского поселения.

## История
В 1966 г. Указом Президиума ВС РСФСР поселок отделения № 6 совхоза «Серп и молот»
переименован в Кирхинский.
В соответствии с Законом Волгоградской области от 22 декабря 2004 года № 975-ОД «Об установлении границ и наделении статусом Новониколаевского района и муниципальных образований в его составе», хутор вошёл в состав образованного Серпо-Молотского сельского поселения.

## География
Расположен в северо-западной части региона, в степной зоне, в пределах Хопёрско-Бузулукской равнины.

## Население
| 2010 |
| ---- |
| 17   |

## Инфраструктура
Развитое сельское хозяйство, во времена СССР действовало отделение совхоза «Серп и молот». Личное подсобное хозяйство.

## Транспорт
Просёлочные дороги.